# چاقالو پلیس می‌شود
چاقالو پلیس می‌شود (انگلیسی: Fatty Joins the Force) یک فیلم کوتاه کمدی به کارگردانی جرج نیکولز است که در سال ۱۹۱۳ منتشر شد.

## گزیدهٔ بازیگران
- راسکو آرباکل
- دات فارلی
- مینتا دارفی
- ادگار کندی
- جرج نیکولز
- چارلز آوری
- مک سوین
- ویلیام وایت
- پلیس‌های کی‌استون